# Abercrombie & Fitch
Abercrombie & Fitch  (також відома як A&F) — американська компанія, що спеціалізується на виробництві повсякденного розкішного одягу для людей у віковій групі 18-22 роки (учні американських середніх шкіл, студенти).

## Історія

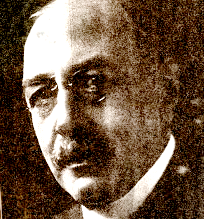
Співзасновник компанії Езра Фітч

Компанія Abercrombie & Fitch була заснована в 1892 році на Мангеттені в Нью-Йорку Девідом Аберкромбі і Езра Фітчем. Спочатку вони продавали спорядження для занять спортом, туристичних походів, зокрема, відомі дорогі рушниці, вудки, рибальські човни і намети. У 1976 році Abercrombie & Fitch розпочала процедуру банкрутства і закрила свій флагманський магазин на Мангеттені в 1977 році.
Незабаром після цього назву було відновлено, коли в 1978 році розташована у Х'юстоні компанія Oshman's Sporting Goods, власником якої був Рон Візлі, придбала назву неіснуючої фірми і список розсилки за $ 1,5 млн. ($5.2 мільйона в 2013). Oshman's відновили A&F як компанію, що вела роздрібну торгівлю розсилаючи поштою спеціалізований мисливський одяг та новинки. Було відкрито магазини в Беверлі-Гіллс, Далласі та (до середини 1980-х) Нью-Йорку. Нарешті, в 1988 році, Oshman's продали назву компанії та права на здійснення операцій розташованій в Колумбусі (Огайо) компанії The Limited. Нині, A&F продають переважно одяг для молодіжного ринку, описуючи свою нішу роздрібної торгівлі як бренд стилю життя «Повсякденна розкіш» (англ. Casual Luxury).
Особливо з 1997 року, компанія постійно була на слуху в громадськості через рекламу, благодійність, участь у судових конфліктах. Компанія була звинувачена в просуванні сексуалізації серед дітей.

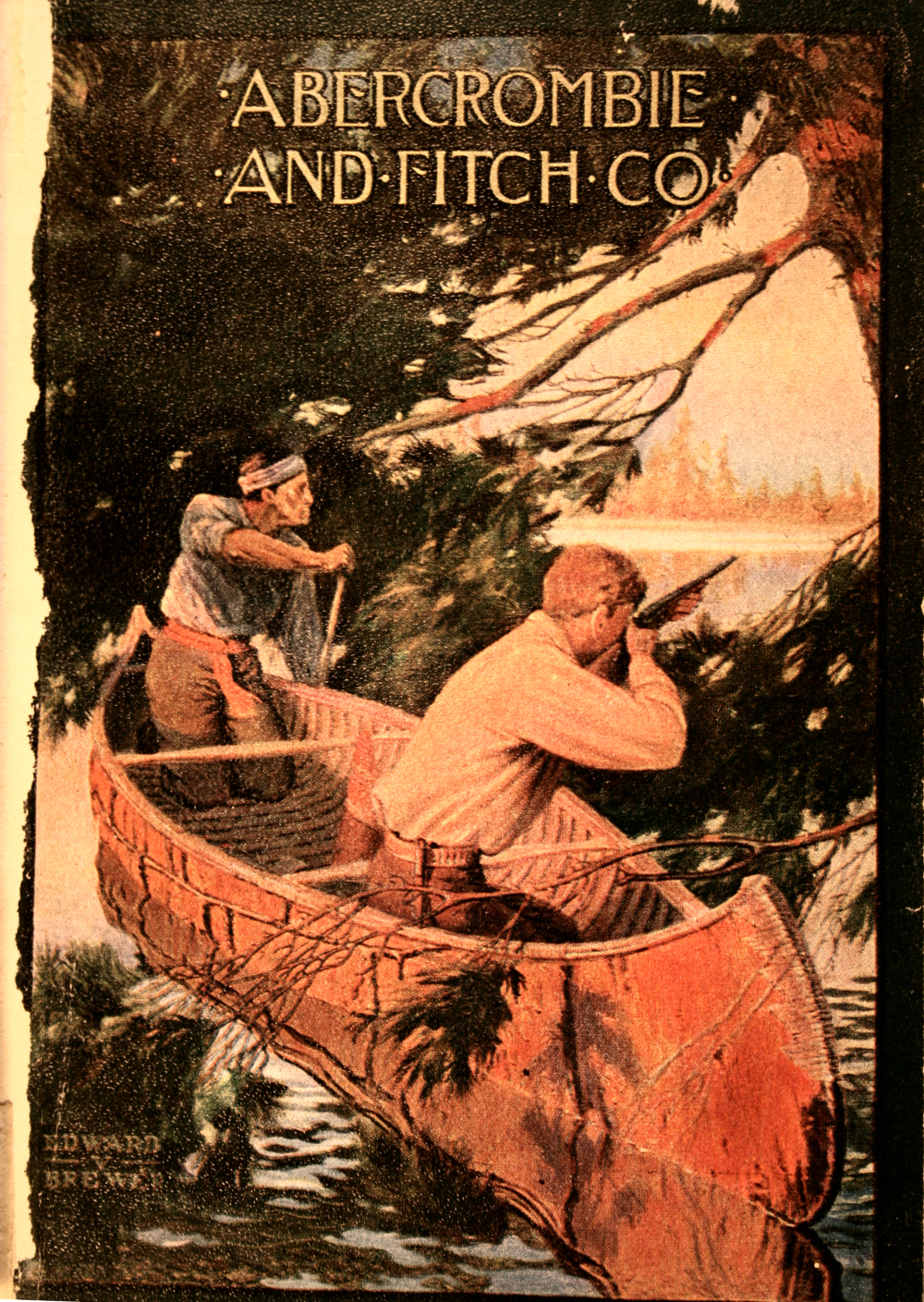
Обкладинка каталогу A&F 1909 року

Компанія отримала критику за провокативну рекламну кампанію. У 2013 році компанія потрапила під шквал критики через генерального директора, який заявив, що його бренд підходить тільки для «красивих, крутих дітей», і що є люди, які не підходять до його одягу, а саме — люди з надмірною вагою.
Серед видатних особистостей клієнтів Abercrombie & Fitch були Теодор Рузвельт, Амелія Ергарт, Грета Гарбо, Кетрін Гепберн, Кларк Ґейбл, Джон Стейнбек, Ернест Хемінгуей, Джон Кеннеді, Ернест Генрі Шеклтон, Коул Портер, Дуайт Ейзенхауер.

### Штаб-квартири
Штаб-квартира компанії, на яку компанія посилається як на «Домашній Офіс», знаходиться за межами Колумбусу, в Нью-Олбані, штат Огайо. «Домашній Офіс» створений як кампус. Товарно-розподільні центри компанії (1 млн квадратних метрів) розташовані виключно на території кампуса, щоб допомогти забезпечити захист бренду. Також на території кампуса є макети магазинів, по одному для кожного із брендів компанії, де визначаються товари, оформлення і атмосфера магазинів.
Компанія також має європейський офіс в Мілані (Італія).
Ключовими особами в компанії станом на 2010 рік були:
- Майкл (Майк) Джеффріс (англ. Mike Jeffries)  –  Головний виконавчий директор (CEO)
- Артур Мартінез (англ. Arthur Martinez) –  Президент компанії
- Діана Чанг (англ. Diane Chang) –  Виконавчий віце-президент
- Леслі Хірроу (англ. Leslee K. Herro) –  Виконавчий віце-президент з планування і розподілу
- Роналд Робінс (молодший) (англ. Ronald A. Robins, Jr.) –  Старший віце-президент, секретар і головний юрисконсульт
- Джонатан Рамсден (англ. Jonathan Ramsden) –  Начальник оперативного складу поліції
- Емі Зехрер (англ. Amy Zehrer) –  Старший віце-президент магазинів

### Працівники
Компанія використовує представників бренду, які називається «моделями», для обслуговування клієнтів магазинів. Моделі були зобов'язані купувати і носити одяг «A&F», але згідно з Трудовим правом Каліфорнії тепер можуть носити будь-який одяг без символіки до тих пір, поки він відповідає сезону. У Каліфорнії також було надано 2,2 млн доларів США для відшкодування колишнім співробітникам вимушених закупівель компанії під маркою одягу. «Impact Team» була створена в 2004 році для управління товаром у кожному магазині та для підтримки стандартів компанії; «Візуальні менеджери» несуть відповідальність за форму, освітлення, фото-маркетинг, аромат презентацій та забезпечення моделям відповідності «політики зовнішнього вигляду» компанії.
Позови були подані проти компанії у зв'язку з передбачуваною практикою дискримінаційної зайнятості. У 2004 році на компанію був судовий позов за надання роботи білим претендентам, виключаючи меншини.

#### Врегулювання колективного позову
14 квітня 2005 року суддя Сьюзен Ілстон з Окружного суду Сполучених Штатів для північного округу Каліфорнії ухвалила остаточне рішення до вирішення скандальної справи Гонсалес проти Abercrombie & Fitch (Gonzalez v. Abercrombie & Fitch Stores). Компанію зобов'язали виплатити 40 мільйонів доларів кільком тисячам представникам меншин, які постраждали від компанії через дискримінацію. Компанія була звинувачена в порушенні ряду стратегій і програм щодо сприяння різноманітності серед її працівників і кінцевої дискримінації за ознакою раси чи статі. Концесійний акт регулює прийом на роботу, навчання і просування в Abercrombie & Fitch, Hollister і Abercrombie Kids. Моніторинг регулярної оцінки та звітності про дотримання компанією положень декрету згоди Ці положення включають:
- «Тести» для прийому на роботу та просування жінок, латиноамериканців, афроамериканців і американців азійського походження. Ці критерії є цілями, а не квотами, і компанія буде зобов'язана повідомляти про досягнутий прогрес у досягненні цих цілей через регулярні проміжки часу
- Заборона зосередження на братствах, жіночих клубах, або конкретних коледжах для прийому на роботу
- Реклама доступних вакансій у публікаціях, призначених для меншин обох статей
- Новий офіс і віце-президент розмаїття, який зобов'язаний звітувати перед головним виконавчим директором компанії про прогрес компанії до справедливої практики в галузі зайнятості
- Наймання двадцяти п'яти вербувальників, які будуть зосереджені на пошуку жінок і співробітників меншин
- За рівних можливостей зайнятості і навчання різноманітність для всіх співробітників з наймом повноваження
- Перегляд оцінок ефективності для керівників, роблячи прогрес різноманітності цілей фактором в їх винагородах і компенсаціях
- Нова процедура внутрішньої скарги
- Маркетингові матеріали компанії повинні відображати різноманітність шляхом включення членів меншини расових і етнічних груп

## Маркетинг і рекламна кампанія

Casual Luxury (Слоган торгової марки)

Бренд A&F відомий через його колоритні рекламні фотографії Брюса Вебера (англ. Bruce Weber). Він надає відтінки сірого зазвичай напівоголеним чоловікам та жінкам, підвищуючи тон сексуальності. A&F вибирає тільки співробітників магазинів для маркетингових кампаній. Кастинговий директор з домашнього офісу подорожує до регіональних магазинів A&F в Сполучених Штатах і в Лондон, щоб провести кастинги для співробітників компанії, які хочуть стати наступним «Новим обличчям A&F». Компанія просуває кастингові сесії, моделі, фотосесії як «A&F Casting» в онлайні на abercrombie.com. Вебсайт також надає галерею поточних фотографій.
Імідж The Abercrombie & Fitch значною мірою просувався як міжнародний «майже розкішний» бренд стилю життя. Компанія почала культивувати висококласні зображення після відкриття на П'ятій авеню в Нью-Йорку флагманського магазину поруч із Prada. Використовуючи протягом багатьох років високоякісні матеріали у виробництві своїх товарів і ціни на них на «майже розкішних» рівнях, був запроваджений товарний знак Casual Luxury Це висококласне зображення дозволило A&F відкрити магазини в міжнародних місцях торгівлі високого класу і далі просувати імідж, оцінюючи свій товар за майже подвійними американськими цінами.

### Продукція

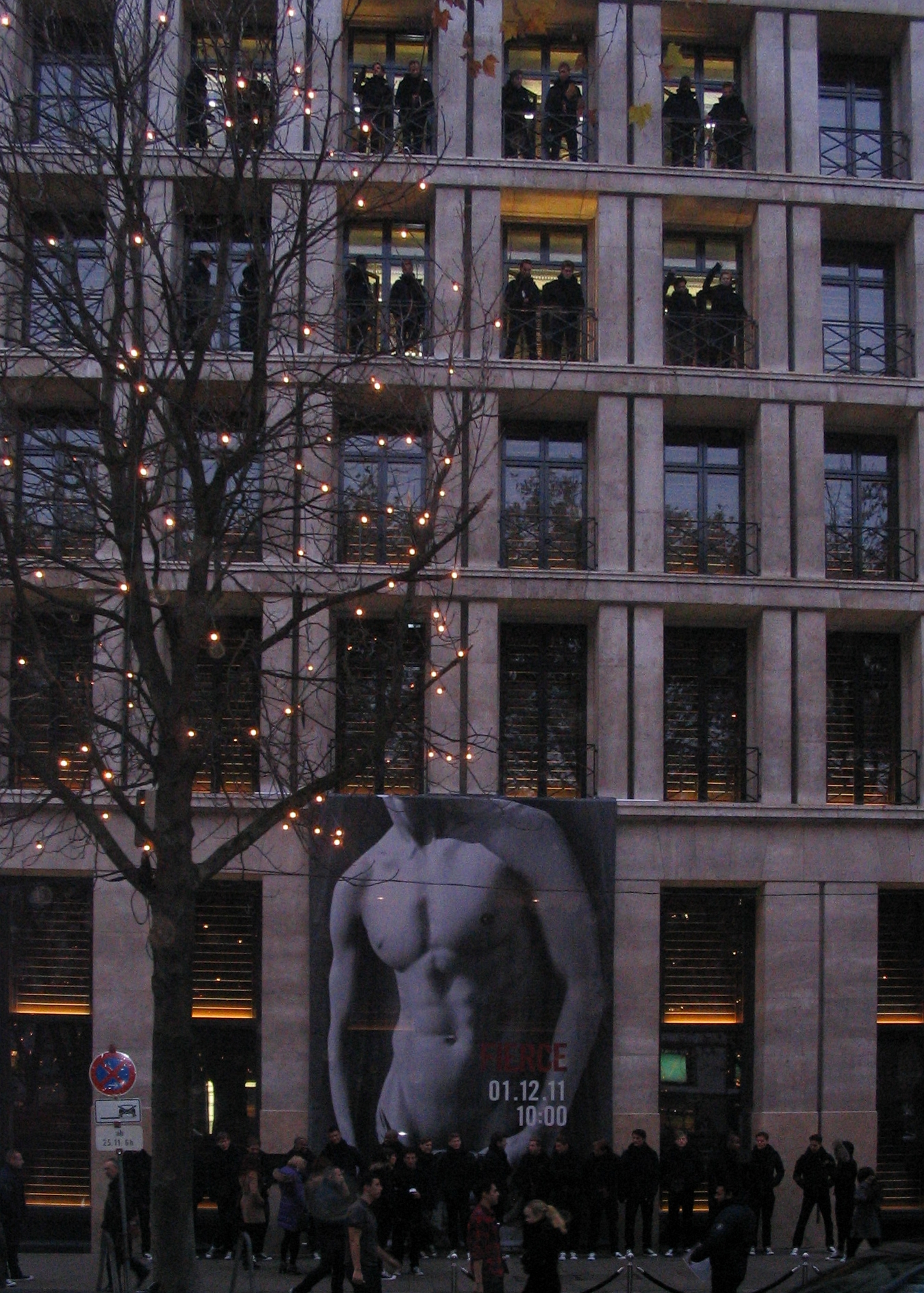
Рекламний постер аромату Fierce на фасаді магазину Abercrombie & Fitch в Дюссельдорфі.

Журнал Women's Wear Daily називає одяг Abercrombie & Fitch класично елегантним з образною гостротою.
Компанія має репутацію такої, що випускає «предмети розкоші». Ціни Abercrombie & Fitch визнано найвищими в індустрії молодіжного одягу.
Аналітик роздрібної торгівлі Кріс Борінг попереджає, що бренди компанії є «трохи більш вразливі» до економічної рецесії, тому що їх фірмові товари продаються за преміальною ціною, але не є товарами першої необхідності. Дійсно, Світова фінансово-економічна криза триває і Abercrombie & Fitch помітно постраждали фінансово за відмову знизити ціни або пропонувати знижки. A&F стверджують, що це призведе до «здешевлення» їх «майже розкішного» іміджу. Аналітик Брюс Уотсон попереджає, що A&F ризикує перетворитися на «повчальну історію про магазин, який був залишений на другий план, коли він відмовився йти в ногу з часом». A&F's year-to-year revenue, a key indicator of a retailer's health, rose 13 % in September 2010, aided by strong international sales.
Abercrombie & Fitch випускають чоловічі парфуми Fierce, Colden, і мають ребрендований оригінальний одеколон Woods (Christmas Floorset 2010). Жіночі парфуми, серед яких 8, Perfume 41, Wakely, і нещодавня новинка Perfume #1. Fierce та 8 найбільш рекламовані парфуми, це головні парфуми бренду.
Компанія також пропонує платіжні картки Abercrombie & Fitch Credit Card, які випускає World Financial Network Bank.

### Захист бренду
Через поширення підробок товарів Abercrombie & Fitch в 2006 році компанія запустила програму захисту бренду по боротьбі з проблемою в усьому світі (особливо орієнтовану на Китай, Гонконг, Японію і Корею). Програму очолює колишній наглядовий спеціальний агент ФБР, який був учасником спеціальної програми ФБР щодо захисту прав інтелектуальної власності. Він охоплює всі бренди A&F. В компанії кажуть, що «програма поліпшить поточні практики і стратегії, зосереджуючись на ліквідації каналів поставок незаконних продуктів Abercrombie & Fitch».

## Магазини

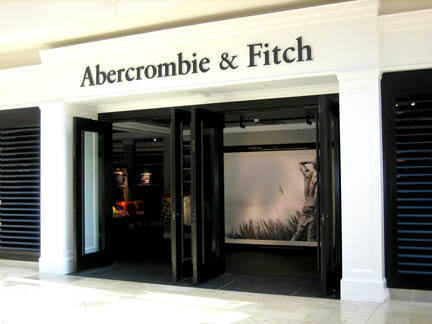
Магазин в Орландо, Флорида.

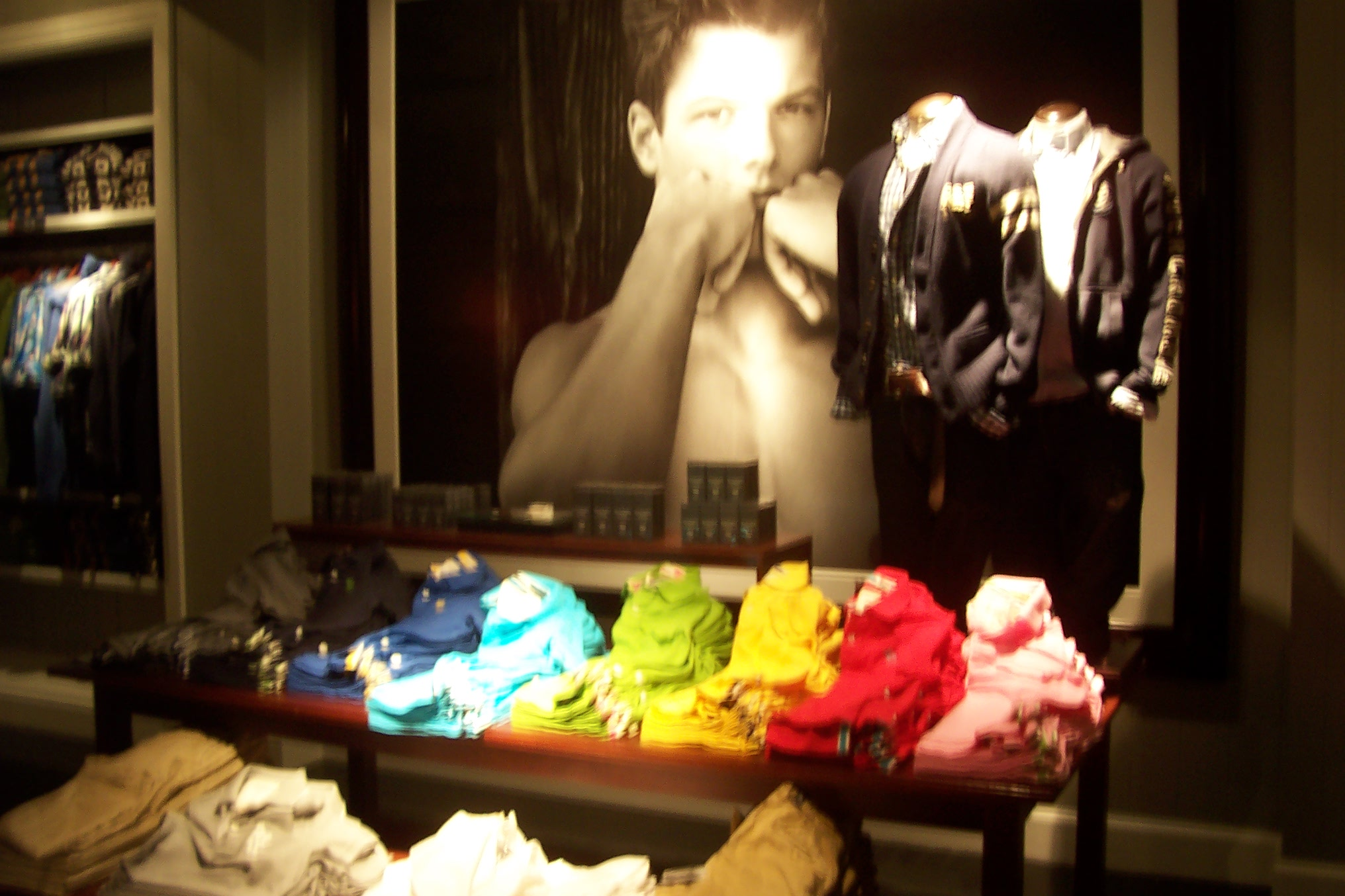
Інтер'єр магазину

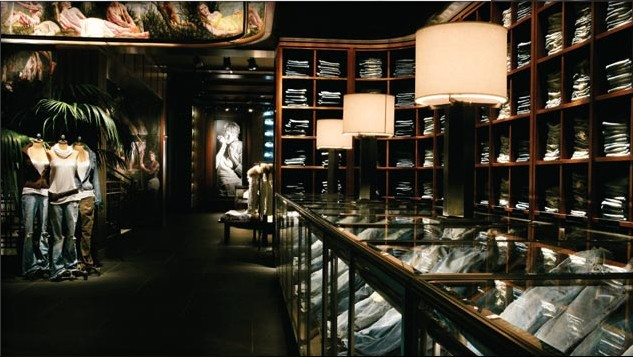
Інтер'єр магазину

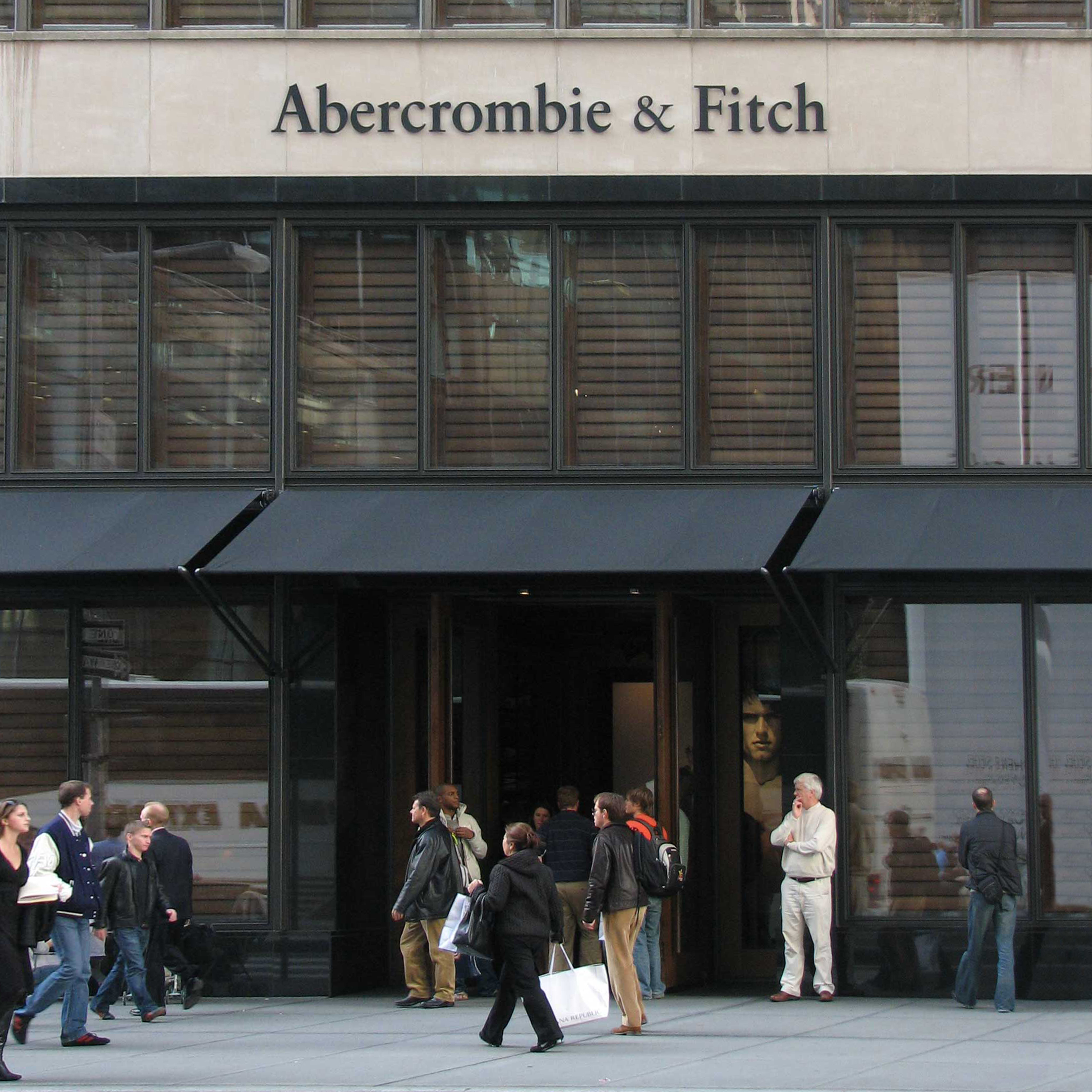
Магазин Abercrombie & Fitch у Нью-Йорку

Зовнішній вигляд сучасного дизайну магазину має білу ліпнину і чорні жалюзі. Станом на серпень 2013 року, жалюзі видаляються від місць великого обсягу, таких як Флорида Молл в Орландо. В даний час встановлюються рекламні зображення безпосередньо на вході. Інтер'єр висвітлюється з приглушеним світлом стелі і точковими світильниками. Електронна танцювальна музика, покликана створити піднесену атмосферу, може грати в рівнях звуку вище, ніж 90 децибел, перевищивши корпоративну політику 80 децибел і зрівнятися з важкою будівельною технікою, що шкідливо для вух.
Компанія використовує 1049 магазинів для всіх свої брендів. Бренд A&F має 278. точок продажу в Сполучених Штатах, 4 в Канаді (по два в Альберті і Онтаріо). В Європі є магазини в Лондоні, Дубліні, Мілані, Копенгагені, Парижі, Мадриді, Брюсселі і Амстердамі, а також три магазини в Німеччині (Дюссельдорф, Гамбург, Мюнхен). Abercrombie & Fitch також мають магазини в Азії, які розташовані в Сингапурі, Токіо та Гонконгу.
Лише один міжнародний магазин був закритий в японському місті Фукуока.

## Відомі моделі Abercrombie & Fitch

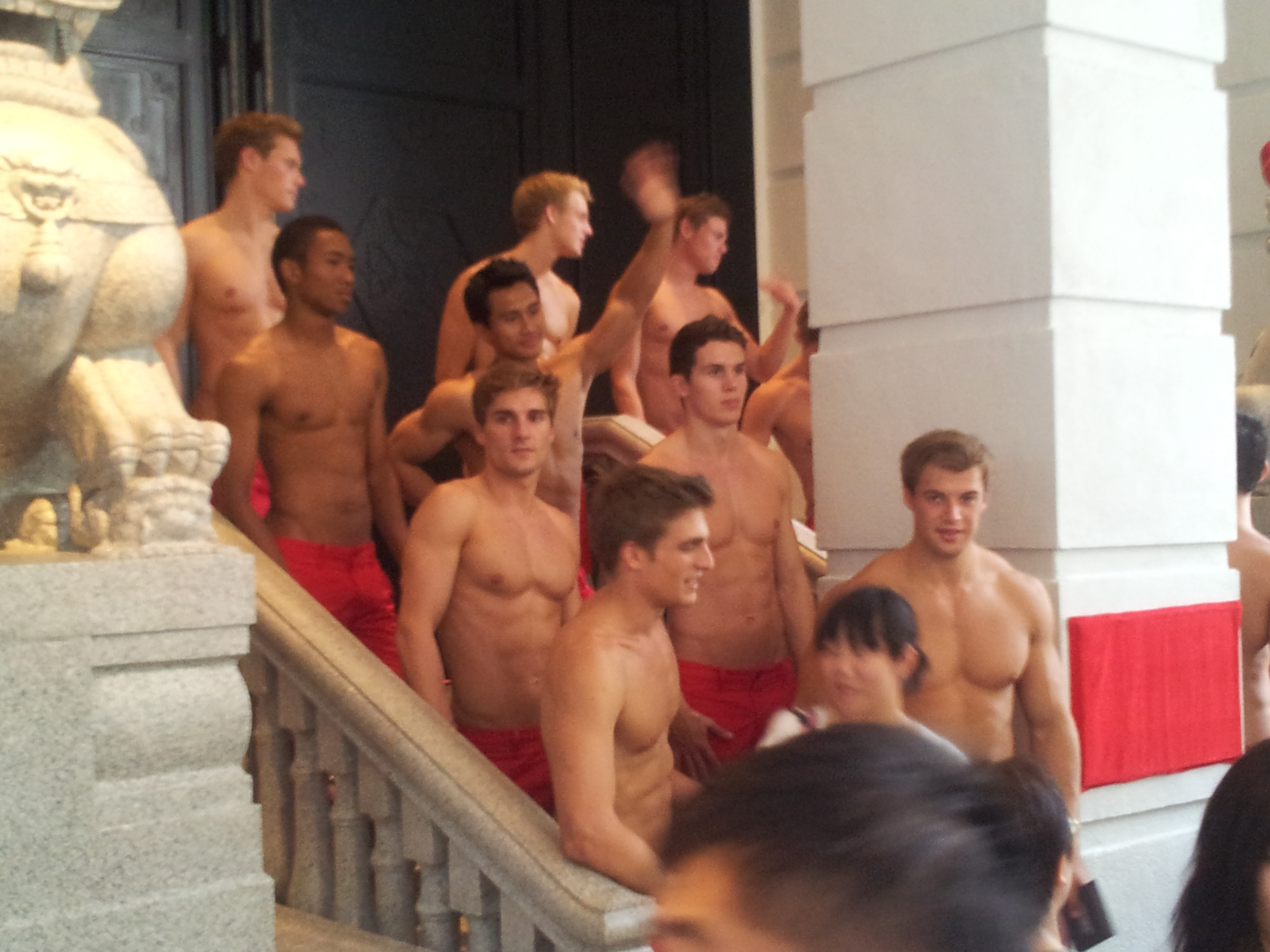
Моделі Abercrombie & Fitch

- Джеремі Блум (англ. Jeremy Bloom)
- Джастін Бруенінг (англ. Justin Bruening)
- Камерон Банс (англ. Cameron Bunce)
- Кріс Кармак (англ. Chris Carmack)
- Колтон Хейнес (англ. Colton Haynes)
- Расті Джойнер (англ. Rusty Joiner)
- Брендон Джонс (англ. Brandon Jones)
- Тейлор Кітш (англ. Taylor Kitsch)
- Рік Маламбрі (англ. Rick Malambri)
- Пітер Манеос (англ. Peter Maneos)
- Клінт Мауро (англ. Clint Mauro)
- Раян МакПартлін (англ. Ryan McPartlin)
- Гарретт Нефф (англ. Garrett Neff)
- Альберт Рід (англ. Albert Reed)
- Алан Річтсон (англ. Alan Ritchson)
- Евандро Солдаті (англ. Evandro Soldati)
- Ченнінг Татум (англ. Channing Tatum)
- Пол Вандерворт (англ. Paul Vandervort)
- Тревіс Ван Вінкл (англ. Travis Van Winkle)
- Рафаель Верга (англ. Rafael Verga)
- Том Веллінг (англ. Tom Welling)